# Jonathan Roberts
Jonathan Roberts est un scénariste, producteur de télévision et auteur américain né le 10 mai 1956 à Boston au Massachusetts.

## Filmographie

### Scénariste
- 1985 : Garçon choc pour nana chic
- 1985 : Once Bitten
- 1986 : Fast Times : 2 épisodes
- 1991-1992 : Beverly Hills : 5 épisodes
- 1994 : Le Roi lion
- 1995 : The Lion King Activity Center
- 1995-1999 : Timon et Pumbaa : 85 épisodes
- 1996 : James et la Pêche géante
- 1996 : Le Bossu de Notre-Dame
- 1998 : Le Roi lion 2
- 1998 : Jack Frost
- 2000 : Dinosaure
- 2004 : Timon & Pumbaa Virtual Safari 1.5
- 2004 : Le Roi lion 3
- 2012 : What She's Got
- 2013 : Khumba
- 2019 : Le Roi lion
- 2021 : Le Bossu de Notre-Dame

### Producteur
- 1986 : Fast Times : 2 épisodes
- 1989-1990 : Sois prof et tais-toi ! : 26 épisodes
- 1991-1992 : Beverly Hills : 28 épisodes
- 2012 : What She's Got